# بادي كوك
بادي كوك (بالإنجليزية: Buddy Cook)‏ هو لاعب غولف أمريكي، ولد في 26 مارس 1926، وتوفي في 28 أغسطس 2015.